# Xã Wagar, Quận McHenry, Bắc Dakota
Xã Wagar (tiếng Anh: Wagar Township) là một xã thuộc quận McHenry, tiểu bang Bắc Dakota, Hoa Kỳ. Năm 2010, dân số của xã này là 30 người.